# Garusz Konstantinow
Garusz Siergiejewicz Konstantinow (ros. Гаруш Сергеевич Константинов, orm. Գարուշ Սերգեյի Կոստանդինով, ur. 24 marca 1921 w Tbilisi, zm. 4 listopada 1944 w Gołdapi) – radziecki wojskowy narodowości ormiańskiej, starszy sierżant, odznaczony pośmiertnie w 1945 Złotą Gwiazdą Bohatera Związku Radzieckiego.

## Życiorys
Z pochodzenia był Ormianinem. Skończył 9 klas szkoły średniej w Baku, później pracował w fabryce, w 1940 został powołany do Armii Czerwonej, służył w artylerii. Po ataku Niemiec na ZSRR brał udział w walkach na froncie, m.in. w obwodzie smoleńskim oraz w bitwie pod Moskwą, w 1944 walczył na terytorium Litwy i Białorusi. W 1944 został przyjęty do WKP(b). Na przełomie października i listopada 1944 jako celowniczy działonu 3 gwardyjskiego pułku artylerii przeciwpancernej 1 Gwardyjskiej Brygady Artylerii Przeciwpancernej 39 Armii 3 Frontu Białoruskiego w stopniu starszego sierżanta uczestniczył w walkach w Prusach Wschodnich, w tym o Gołdap (4 listopada), gdzie zniszczył kilka czołgów wroga i zadał mu duże straty w ludziach (według oficjalnych danych 50 zabitych), jednak został ranny i tego samego dnia zmarł. Został pochowany w zbiorowej mogile w Galwieciach koło Gołdapi, po wojnie jego grób przeniesiono na cmentarz wojskowy we Wronkach Wielkich.

## Odznaczenia
- Złota Gwiazda Bohatera Związku Radzieckiego (pośmiertnie, 24 marca 1945)
- Order Lenina (pośmiertnie, 24 marca 1945)
- Medal za Odwagę (dwukrotnie, 9 marca 1944 i 6 lipca 1944)